# Whisper Not
Whisper Not (с англ. — «Не шепчи») — тридцать четвёртый студийный альбом американской джазовой певицы Эллы Фицджеральд, выпущенный на лейбле Verve Records в 1967 году под студийным номером Verve V6-4071.
В 2002 году Verve перевыпустила запись в формате CD со студийным номером Verve 314 589 478-2.

## Список композиций
| №                   | Название                                 | Текст песни         | Музыка                   | Длительность |
| ------------------- | ---------------------------------------- | ------------------- | ------------------------ | ------------ |
| 1.                  | «Sweet Georgia Brown»                    | Кеннет Кэйси        | Масео Пинкард, Бен Берни | 3:35         |
| 2.                  | «Whisper Not»                            | Леонард Фэзер       | Бенни Голсон             | 3:04         |
| 3.                  | «I Said No»                              | Фрэнк Лоссер        | Жюль Стайн               | 4:04         |
| 4.                  | «Thanks for the Memory»                  | Лео Робин           | Ральф Раингер            | 4:05         |
| 5.                  | «Spring Can Really Hang You up the Most» | Фрэн Ландесман      | Томми Вульф              | 3:51         |
| 6.                  | «Old MacDonald Had a Farm» (Народная)    |                     |                          | 2:19         |
| Общая длительность: | Общая длительность:                      | Общая длительность: | Общая длительность:      | 20:58        |

| №                   | Название                           | Текст песни                 | Музыка              | Длительность |
| ------------------- | ---------------------------------- | --------------------------- | ------------------- | ------------ |
| 7.                  | «Time After Time»                  | Сэмми Кан                   | Жюль Стайн          | 3:31         |
| 8.                  | «You’ve Changed»                   | Карл Фишер                  | Билл Кэри           | 3:19         |
| 9.                  | «I’ve Got Your Number»             | Лей Кэролайн                | Сай Коулмэн         | 3:16         |
| 10.                 | «Lover Man (Oh Where Can You Be?)» | Джимми Дэвис, Джимми Шерман | Рэм Рамирес         | 4:24         |
| 11.                 | «Wives and Lovers»                 | Дэвид Хэл                   | Берт Бакарак        | 2:24         |
| 12.                 | «Matchmaker»                       | Шелдон Харник               | Джерри Бок          | 2:49         |
| Общая длительность: | Общая длительность:                | Общая длительность:         | Общая длительность: | 19:43        |

## Участники записи
- Элла Фицджеральд — вокал.

Треки 1-2, 7-12:
- Стью Уильямсон — труба.
- Билл Перкинс — тенор-саксофон.
- Джимми Роулз — фортепиано.
- Эл Виола — гитара.
- Джо Мондрагон — контрабас.
- Шелли Мэнн — барабаны.
- Марти Пейч — аранжировки, дирижирование.

Треки 3-6:
- Гарри Эдисон — труба.
- Чак Бергхофер — контрабас.
- Луи Беллсон — барабаны.